# Aad Veenman

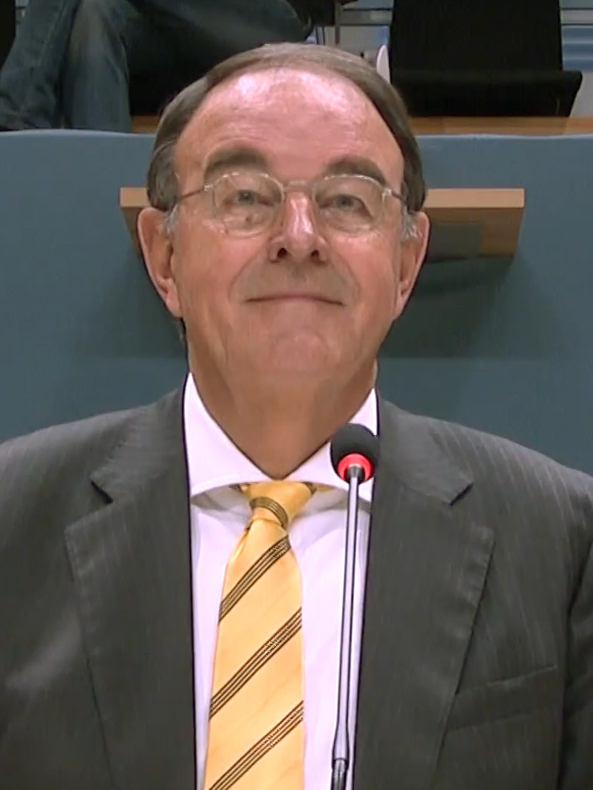
Aad Veenman tijdens het openbaar verhoor van de enquêtecommissie Fyra op 27 mei 2015

Aad Veenman (Bleiswijk 1947) is een Nederlands manager en bestuurder. Hij was onder meer bestuursvoorzitter van Stork en president-directeur van de Nederlandse Spoorwegen.

## Levensloop
Veenman begon aan de LTS in 1962 en klom via de UTS (1963) en de HTS (1969) op naar de Technische Universiteit Delft (1974). Al deze opleidingen waren gerelateerd aan werktuigbouwkunde. Hij begon als wetenschappelijk medewerker aan de TU Delft en  was ook werkzaam bij Esmil (onderdeel van Hoogovens). Bij Stork klom hij op tot de hogere regionen, daar was hij van 1986 tot 2002 werkzaam, de laatste jaren (vanaf 1998) als voorzitter van de raad van bestuur. Van 1989 tot 1999 was hij tevens deeltijd-hoogleraar Apparatenbouw Procesindustrie aan de TU Delft. Van 2002 tot 2009 was hij president-directeur van de Nederlandse Spoorwegen en volgde (ad interim) president-directeur Karel Noordzij en president-directeur Hans Huisinga op. Veenman heeft commissariaten bij Draka, Achmea en is voorzitter van de raad van commissarissen van TenneT en Trans Link Systems. Ook is hij voorzitter van de raad van toezicht van ECN/NRG.